# Антоний (Майклз)
Епи́скоп Анто́ний (англ. Bishop Anthony, в миру Ри́чард Э́нтони Ма́йклз, англ. Richard Anthony Michaels; 17 января 1956, Айронвуд) — епископ Антиохийской православной церкви, епископ Толедский и Средне-Западной Америки.

## Биография
Его отец, Энтони, был ливанцем, а мать, Гертруда, — сербкой. Был крещён в церкви в ведении Антиохийского Патриархата — храме Симеона Столпника в Айронвуде, штат Мичиган, США. Будучи подростком, он активно участвовал во всех спортивных соревнованиях в средней школе Айронвуда, в том числе в качестве стартового квотербека своей футбольной команды.
Учился в Мичиганском университете, где получил степень бакалавра в области литературы, науки и искусства, имея двойную специализацию по истории и английской литературе. После окончания университета он поступил в Православную духовную семинарию Святого Владимира в Крествуде, штат Нью-Йорк, где в 1982 году получил степень магистра богословия (Master of Divinity) и закончил её как лучший выпускник своего класса. Помимо английского языка, он обучился чтению на библейском греческом языке. Арабским языком не владел, но уже став священником, начал его изучать.
Преподавал современную философию в Годжбикском общественном колледже в родном Айронвуде. Затем в течение двух лет служил помощником священника и молодёжным организатором в Никольской церкви Антиохийского Патриархата в Монреале, провинция Квебек, Канада.
В последующие годы объезжал Северную Америку с лекциями для молодёжных групп и церковных лагерей, состоял в православной певческой группе «KERYGMA». В этот период, вместе со своим однокашником по семинарии, священником Патриком Киндером (Patrick Kinder), состоял молодёжным координором Георгиевском храме Антиохийского Патриархата в Акроне, штат Огайо. Также провёл два года при Игнатиевском храме города Франклин, штат Теннесси.
18 сентября 2004 года в Георгиевском храме Антиохийской Церкви в Вест-Сэйнт-Пол, штат Миннесота, епископом Майамским Антонием (Хури) был рукоположен в сан диакона, а на следующий день — в сан священника.
Служил в Вест-Сэйнт-Польском приходе семь месяцев, после чего был переведён в Иоанно-Златоустовский храм Антиохийской Церкви в Форт-Уэйне, штат Индиана. Здесь начал и успешно провел новые строительные работы.
19 сентября 2010 года, по случаю освящения нового храма для Форт-Уэйнского прихода, был возведен в сан архимандрита.
30 июля 2011 года на 50-м съезде Антиохийской архиепископии митрополит Филипп (Салиба) объявил, что Священный Синод Антиохийской православной церкви избрал архимандритом Антония (Майклза), Николая (Озона) и Иоанна (Абадалу) к архиерейскому служению.
11 декабря того же года в Успенском храме Баламандского монастыря был рукоположен во епископа Толедского, викария Американской архиепископии Антиохийского патриархата. Хиротонию возглавил патриарх Антиохийский Игнатий IV.